# Aventuras de Superlópez
Aventuras de Superlópez es el primer álbum de la serie de historietas Superlópez. Fue creado conjuntamente por Jan —a cargo principalmente de los dibujos— y Francisco Pérez Navarro —a cargo de la mayor parte de los guiones—, y publicado por primera vez en 1979 por Editorial Bruguera. La obra se centra principalmente en la explicación del origen del personaje y en batallas singulares con enemigos bien diferentes a los que luego serían propios de la serie.

## Contenido
El álbum se encuentra compuesto por 8 capítulos: El origen de Superlópez, Contra Luz Luminosa, ¡Chiclón ataca!, ¡Contra el Gladiador Galáctico!, Guerra en la Dimensión Oscura, ¡La increíble "Maza"!, La "Pesadilla Atómica" y El día del robot.
Esta obra, continuando con el concepto con el que comenzó la serie, sigue teniendo características de una parodia de Superman. El film Superman: la película, aparecido un año antes, ejerció claramente una influencia en el álbum, y puede advertirse la similitud con algunas escenas y actores de la película.  

## Trayectoria editorial
En Alemania, donde el personaje recibió el nombre de Super-Meier, la editorial Condor Verlag publicó en 1982 varios de los capítulos de esta aventura en su primer número y el resto en el tercero, utilizando la portada del álbum El supergrupo, mientras que la portada de este álbum fue utilizada en el segundo número.
Este mismo material alemán fue utilizado por la editorial Foniks Forlag para publicarlo en Noruega, donde la serie adoptó el nombre de Supereregon, y por la editorial Interpresse para publicarlo en Dinamarca, donde la serie recibió el nombre de Super Dan y se utilizó la portada correcta con distinto color de fondo.